# 库尔莱班
库尔莱班（法語：Cours-les-Bains）是法国吉伦特省的一个市镇，属于朗贡区（Langon）格里尼奥尔县（Grignols）。该市镇总面积10.43平方公里，2009年时的人口为218人。

## 人口
库尔莱班人口变化图示